# セックス イタリアン・スタイル
セックス イタリアン・スタイル(原題:Scusi, lei conosce il sesso? 国際題:Sex Italian Style 別題: Excuse Me, Do You Like Sex? )は1967年製作のイタリア映画。　日本劇場未公開作。

## 概説
ヴィットリオ・デ・システィの実質の監督デビュー作であり、時代的に性科学映画全盛期であり、後にデ・システィ自身も係わるモンド映画も全盛期の時代に撮った青春映画である。セックスを題材としたドキュメント風でありながらもちょっとポップでコメディタッチの風俗映画である。所々に当時流行してた性科学映画の影響も見受けられる内容。

## スタッフ
- ヴィットリオ・デ・システィ
- 撮影：ダニロ・デジデリ
- 音楽：アンジェロ・フランチェスコ・ラヴァニーノ
- ナレーション：エドマンド・パードム（英語版のナレーション[1]）

## キャスト
- リーナ・フランキー
- Gianrico Tedeschi